# Camp d'internement de Ketschendorf
Le camp d’internement de  Ketschendorf est un camp de prisonniers de guerre allemands dans Zone d'occupation soviétique en Allemagne sur le territoire de la commune de Ketschendorf, proche de Fürstenwalde/Spree dans le Brandebourg.  Il est communément appelé le camp spécial no 5 car il est le cinquième d’un complexe de 10 camps similaires des troupes d’occupation soviétiques, les Speziallager. Il fut en fonction d’avril 1945 à  février 1947.  Le camp fut créé par  le Commissariat du peuple aux Affaires intérieures  ou  NKVD à la fin d’avril 1945 sur le terrain d’une ancienne cité ouvrière et de l’usine de fabrication de câbles (Deutsche Kabelwerke). Pendant la période  de stalinisation de la partie allemande occupée par les Soviétiques, environ  18 000 civils et soldats faits prisonniers par  l’armée de libération russe, dite ROA, ont été internés dans ce camp sans jugement préalable. Il a été dirigé par le major Andreïev
Le camp spécial no 5 n’est pas un camp de prisonniers de guerre classique composé uniquement de soldats ayant combattu l’ennemi sur le champ de bataille.  On y trouvait aussi  des anciens membres du parti national-socialiste,  des opposants à la politique d’occupation soviétique et  plus de 1600 adolescents entre 12 et 18 ans auxquels l’occupant russe reprochait  de faire  de la résistance contre l’occupant soviétique de par leur ancienne appartenance à la en tant que partisans aux Jeunesses hitlériennes ou à la Werwolf. Le camp de Ketschendorf fut dissous le 17 février 1947 tandis que les prisonniers internés dans ce camp furent transférés soit dans d’autres camps  spéciaux sur le sol allemand  comme ceux de  Buchenwald, Jamlitz, Mühlberg et  Fünfeichen, soit dans les camps du Goulag  en Sibérie (Opération appelée transport des toques de fourrure).  
Dans ce camp d’internement, plus de  4 500 personnes moururent de maladie, de faim, d'épuisement ou de mauvais traitements. Ils furent enterrés dans des fosses communes entre le camp et l’actuelle autoroute A 12.

## Fonction et fonctionnement du camp

### Dénazifier et staliniser
Conformément à la directive 00315 du règlement du NKVD datée du 18 avril 1945, les camps spéciaux, en russe Spezlagerija, avaient de manière générale la fonction première « d’épurer les troupes armées de l’armée rouge de tout élément ennemi ou subversif sur le front arrière ». De facto, comme dans les autres camps répartis sur le sol de l'ancienne Allemagne de l'Est, les personnes internées dans le camp de Ketschendorf furent celles dont l’administration soviétique estimait qu’elles avaient servi le régime nazi de manière active ou bien celles qu’elle considérait comme dangereuses et rebelles vis-à-vis de le l’occupant soviétique en Allemagne de l’Est. Il s’agit à la fois d’une stratégie de dénazification, mais en même aussi d’une mise au pas des Allemands qui n’accueillaient pas favorablement la mise en place d’un régime marxiste-léniniste. Toutes les catégories sont concernées (hommes, femmes, adolescents, enfants, de 12 à 72 ans) et il n’était pas rare que l’arrestation se fasse sur la base de la dénonciation. 
Toutes les deux semaines, le directeur général de la division des camps spéciaux du MVD, le colonel Sviridov, envoie au vice-ministre de l'intérieur Ivan Serov un rapport classé top secret où il indique l'état du contingent de prisonniers internés dans les camps spéciaux (le « Spezkontingent »). Dans celui du 24 mars 1947, donc peu après la fermeture du camp de Ketschendorf, Sviridov  et le chef du bureau d'ordre, le capitaine Skvorcov, déclarent à leur supérieur 63394 détenus, dont :
- 32211 ex-membres actifs du NSDAP ;
- 10362 ex-collaborateurs de la Gestapo, du Sicherheitsdienst et d'autres organes répressifs ;
- 7198 condamnés civils et prisonniers de guerre ;
- 5535 espions, saboteurs, éléments subversifs anticommunistes, terroristes des services secrets allemands ;
- 4722 Membres de toutes les organisations et groupuscules sciemment infiltrés par les autorités allemandes ou les services secrets au sein même du territoire d'opération de l'Armée rouge à des fins de déstabilisation du régime ;
- 2 433 hommes politiques à la tête des administrations communales, cantonales et régionales, les rédacteurs de journaux et magazines ou les écrivains auteurs de publications antisoviétiques ;
- 507 dirigeants d'organisations fascistes chargées de l'encadrement de la jeunesse ;
- 426 responsables de stations de radio illégales, de camp de munition et d'imprimeries illégales[11].

Les chiffres montrent clairement que les camps spéciaux visent davantage les partisans ou présumés sympathisants de l'ancien régime nazi ou les opposants au nouveau maître des lieux que les prisonniers de guerre. Une police de sécurité d'état en remplace une autre en quelque sorte.   
Le commissariat du peuple aux Affaires intérieures reçut du régime soviétique les pleins pouvoirs pour gérer à sa manière les conditions de détention des citoyens allemands internés dans ces camps spéciaux par opposition aux autres pays d’occupation alliés occidentaux qui se référaient à la directive 38 du Conseil de contrôle allié pour leurs camps de prisonniers. Dès leur arrivée au camp, les prisonniers subissaient des interrogatoires le plus souvent la nuit dans les salles du sous-sol que l’on nomme usuellement « caves GPU »  du nom de la police secrète soviétique de l’époque (Объединённое государственное политическое управление, signifiant administration nationale politique unifiée, OGPU) qui deviendra le KGB. D'ailleurs, le supérieur hiérarchique du major Andreïev le vice-ministre de l'intérieur Ivan Serov sera le premier directeur général du KGB en 1954.  Avec menace ou utilisation de la torture, on leur extorquait des aveux reportés dans un document écrit en alphabet cyrillique qu’ils devaient signer. Il n’y a pas eu de jugement devant un tribunal et les détenus n’ont pas de justification officielle de leur arrestation.
Entre 1945 et 1947, les dirigeants des camps spéciaux avaient évolué dans leur façon expéditive d'accueillir les nouveaux détenus. Avec le temps, certains directeurs de camps refusaient d'emprisonner une personne dont la peine d'internement n'avait pas été prononcée et signée par un juge. Ceci contraria le ministre de la Sécurité d'État, Viktor Abakoumov, qui écrit le 13 mars 1947 un courrier de réclamation au ministre de l'Intérieur, le général Kruglov, pour qu'il ordonne aux chefs de camps de poursuivre l'incarcération de prisonniers dans les camps spéciaux y compris quand la peine n'a pas été sanctionnée par un juge du parquet. Il semble que son injonction n'ait pas été complètement entendue puisque, trois plus tard, la demande est réitérée le 24 juin 1947 par le parquet judiciaire militaire représenté par le général d'armée B.Šaver  qui demande à Sviridov de continuer à emprisonner des personnes dans les camps spéciaux sans qu'aucun jugement n'ait été prononcé car c'est en quelque sorte la vocation d'un camp spécial de répondre à l'urgence que fait naître le combat quotidien contre les éléments subversifs et anticommunistes.

### Description et vie au camp
Le major Andreïev qui dirige le camp spécial no 5 à Fürstenwalde-Ketschendorf est considéré par sa hiérarchie comme « le plus expérimenté » ;  c'est pourquoi, quand le camp spécial no 5 sera fermé, son supérieur, le colonel Sviridov demande le 10 février 1947 en même temps que d'envoyer son rapport bihebdomadaire au MVD sur le contingent de prisonniers (Il annonce 74401 détenus dans 8 camps spéciaux et une prison)  que le major Andreïev soit nommé directeur du camp no 2 à Buchenwald à la place du capitaine Matuskov qu'il propose d'envoyer dans les rangs des cadres supérieurs du MVD, ce qui sonne objectivement comme une voie de garage pour sa carrière. Ivan Serov appose sa signature et écrit à la main en bas de la lettre de Sviridov: « Approuvé ».  
Les bâtiments de la cité ouvrière de l’usine de câble « Deutsche Kabelwerke » furent réquisitionnés, transformés, sécurisés et entourés d’une palissade de planches haute de 2,50 m  pourvue de fil barbelé et contrôlée par des miradors. Les habitants de la cité construite à l’origine pour environ 500 personnes avaient dû évacuer leur logement de manière précipitée. 
Les prisonniers se composaient à environ 66 % d’hommes adultes, 14 % respectivement d’adolescents masculins, 4 % de femmes et jeunes filles, 14 % de ressortissants soviétiques volontaires des bataillions de combat allemands dans l’armée Vlassov et quelques civils de toutes les nationalités pour le reste. 

Les prisonniers vivaient et dormaient à même le sol, parfois sur le  béton nu, dans les caves, les appartements de la cité, les couloirs, entassés sur des espaces réduits jusque dans les combles. Il fallut attendre les milliers de décès de l’hiver 1945-46 pour que augmenter l’espace de vie des prisonniers. Les conditions d’hygiène étaient déplorables, les détenus étaient entourés d’insectes nuisibles. 
La toilette se faisait à l’extérieur dans des auges où l’eau gelait pendant les mois d’hiver. Toutes les 2 semaines, les geôliers épouillaient les prisonniers. Le taux élevé de mortalité était dû à la sous-alimentation, les maladies et l’absence de soins médicaux, mais aussi le manque d’activité physique et d’occupation quelconque.  D’après les estimations actuelles, pendant ces deux années du camp, 4722 personnes ont trouvé la mort. Ils furent enterrés à l’extérieur du camp à proximité de l’autoroute A 12 plus tard dans des petites fosses et vers la fin du camp dans de grandes fosses communes.
En cas de dissolution d’un camp, les transferts de celui-ci vers un autre camp se transformaient en marche de la mort car ils avaient lieu par un froid glacial et dans des conditions inhumaines pendant de nombreux jours voir de nombreuses semaines . 
Les prisonniers des camps spéciaux furent libérés à partir de juillet 1948 sur décision du gouvernement de l’Union soviétique. La dissolution des camps fut définitive en 1950. Cela ne signifie pas que tous les détenus du camp d’internement de Ketschendorf ayant survécu aux mauvaises conditions de vie soient revenus dans leurs foyers. En effet, quand le camp de Ketschendorf fut fermé en mars 1947, la plupart des prisonniers furent transférés dans d’autres camps spéciaux de la zone d’occupation soviétique, mais quelques-uns furent également envoyés dans les camps du goulag en Sibérie. C'est le cas au camp no 5 comme des autres; une commission d'enquête a décidé conformément à l'ordonnance no 001196 du MVD en date du 26 décembre 1946 de faire partir en URSS 5232 prisonniers sélectionnés pour le travail forcé. Le 8 février 1946, ces détenus sont acheminés par train à Brest d'où ils partent pour la Sibérie. A cette date, environ 69000 prisonniers sont détenus dans les camps spéciaux et les commandants de camps annoncent qu'il y a encore de la place pour 30 000 personnes.
Un autre problème se pose au camp no 5 avec les détenus âgés de plus de 45 ans et la capacité à travailler. Dans un rapport du 15 décembre 1946, le commandant du camp déclare avoir :
- 2743 détenus en-dessous de 45 ans dont 1665 hommes et 323 femmes sont aptes à travailler;
- 2349 détenus au-dessus de 45 ans dont 685 hommes et 85 femmes sont aptes à travailler.

Cela représente 45 % du contingent total qui sont considérés inaptes au travail sans que le rapport ne dise pour quelle raison. C'est probablement le cas dans d'autres camps spéciaux. Le 20 mars 1947, le colonel Sviridov demande par conséquent à Serov de libérer les personnes ayant plus de 45  ans pour inaptitude au travail, soit 13709 prisonniers sur 61 200 personnes internés en vertu de l'ordonnance du NKVD no 00315 du 18 avril 1945. Cela représente 22 % du total des détenus.  En 1947, de moins en moins de prisonniers arrivent dans le camp de Fürstenwalde-Ketschendorf  et l'atmosphère générale va plutôt dans le sens de la libération de certaines catégories de prisonniers. C'est pourquoi la fermeture du camp no 5 est entérinée. 
Le sort de certains prisonniers est encore inconnu à ce jour. Après la dissolution du camp numéro 5 en 1947, les bâtiments furent rendus à la commune pour une utilisation à des fins civiles ; celle-ci prétend ne pas avoir été informée de l’existence des fosses communes .
Avant de libérer les prisonniers des camps spéciaux, l’autorité soviétique a fait signer une obligation de réserve qui revenait à leur imposer la non divulgation des conditions de vie et d’internement dans les camps sous  peine d’être à nouveau emprisonnés .

## Exhumation, réinhumation et mémoire difficile en RDA
Les membres des familles des prisonniers morts dans le camp qui avait été informés du décès de leurs proches et de l’endroit où se trouvaient les fosses communes malgré l’injonction faite aux ex-prisonniers de ne pas divulguer cette information, sont venues apporter les fleurs sur les tombes . 
Le régime socialiste de la RDA, pays frère de l’URSS, partageait sans surprise les convictions des soviétiques concernant le dédain qu’ils ressentaient pour les anciens combattants de l’armée allemande sur le front de l’Est et tous les opposants à la révolution communiste.  Le conseil municipal de la commune de Ketschendorf s’opposait par conviction idéologique à tout travail de mémoire qui concernerait les personnes non grata désignées de manière collective en RDA par le terme de fasciste.  Pendant  la nuit, la police du peuple  enlevait  tout ce qui avait été déposé à l’endroit des fosses communes puisqu'un tel acte de mémoire pour des ennemis de la nouvelle Allemagne correspondait à une infraction contre l’ordre démocratique et antifasciste du pays . 
Avec la chute du mur de Berlin, le travail de mémoire s’en trouve facilité. Au début de l’année 1990,  les survivants du camp de Ketschendorf se rassemblèrent et organisèrent  le 8 mai 1990 une cérémonie du souvenir pour leurs camarades morts dans le camp spécial no 5.  Un monument a été érigé à l’emplacement des fosses communes. 
Les autorités russes autorisèrent l’accès libre aux pièces d’archives qui permirent de connaître l’identité et le nombre de prisonniers du camp spécial numéro 5 ainsi que les noms des personnes décédées dans le camp puisqu’il y avait un registre des décès. Après avoir traduit leur nom à partir de la forme russe cyrillique, il fut possible de redonner leur nom d’origine aux personnes enterrées de manière anonyme dans les fosses communes.  Une stèle commémorative a été érigée à l’emplacement des fosses communes du camp spécial avec le soutien de Service pour l’entretien des sépultures militaires allemandes et le financement du land de Brandebourg. Des cérémonies du souvenir y ont lieu chaque année.
Le site du camp spécial no 5 est géré par une association à but non lucratif nommée Initiativgruppe Internierungslager Ketschendorf e .V.. Elle est membre de l’organisation parapluie Union des fédérations de victimes de la terreur communiste (UOKG) et collabore avec d’autres associations de victimes d’horizons différents.

## Transfert des dépouilles à Halbe

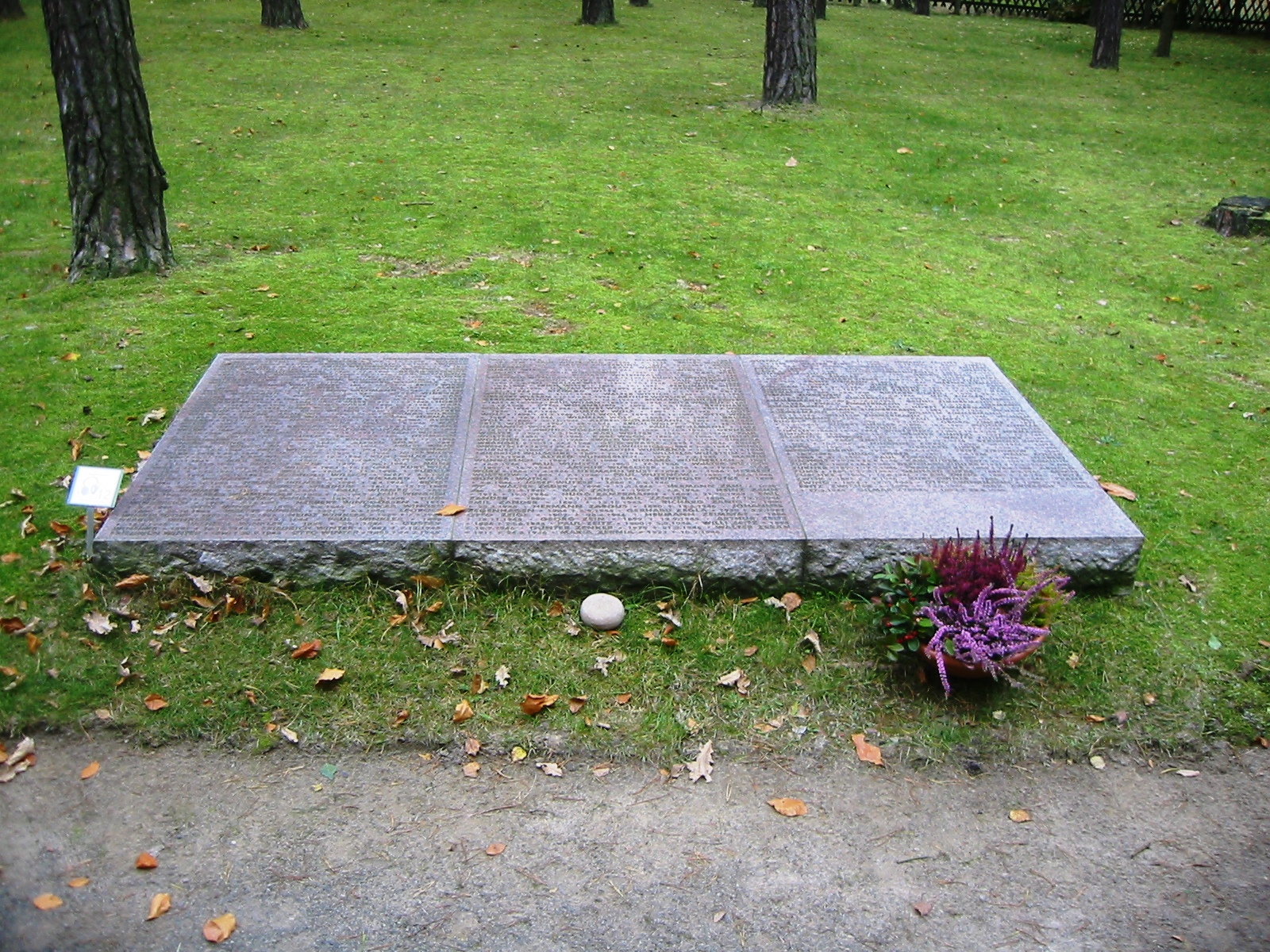
Plaques nominatives des prisonniers du camp spécial n° 5 transférés au cimetière boisé d'Halbe.

En 1952, plusieurs milliers de cadavres furent découverts lors de travaux d’excavation pour la construction d’immeubles. Sur  l’initiative d’un pasteur luthérien, Ernst Teichmann, leurs dépouilles enterrées dans ces  fosses communes furent exhumées et  transférées au cimetière boisé d'Halbe. Escorté par les services du ministère de la Sécurité d’État, les restes des prisonniers ont été transportés dans 30 camions et enterrés dans le cimetière brandebourgeois situé sur les lieux de la bataille meurtrière de la poche d'Halbe. Il fut interdit au pasteur d’indiquer nominativement l’identité et le nombre de morts sur les pierres tombales. À l’époque de la RDA, ils étaient considérés comme « soldats inconnus ». Après 1986, un monument du souvenir fut érigé en mémoire des victimes de la terreur stalinienne. 
La situation s’améliore après la réunification de l’Allemagne : le Volksbund Deutsche Kriegsgräberfürsorge , Service pour l’entretien des sépultures militaires allemandes (SESMA), fit mettre en 2004 dans le bloc 9   du cimetière militaire d'Halbe  49 plaques nominatives  avec les noms des 4620 victimes du camp connues à cette date.  Des bénévoles du monde associatif soutenus  par le service de recherche de la Croix-Rouge, parviennent à reconstituer les noms des personnes décédées avec la graphie la plus juste authentique possible afin de réaliser les plaques commémoratives nominatives . Le travail d’identification des détenus décédés se poursuit d’année en année ; en 2009, trois nouvelles stèles sont ajoutées pour corriger et compléter les précédentes. Dans les années 2013-2014, un registre des décès comportant  le nom, le prénom, la date de naissance, le lieu de naissance, le dernier domicile et date de décès des prisonniers fut réalisé pour toutes les personnes internées dans ce camp. On peut y trouver les noms de 4722 victimes du temps, soit 100 personnes de plus que celles recensées dix ans plus tôt.